# Бюи
Бюи (фр. Buhy) — муниципалитет во Франции, в регионе Иль-де-Франс, департамент Валь-д'Уаз. Население — 267 человек (1999).
Муниципалитет расположен на расстоянии около 65 км северо-западнее Парижа, 34 км северо-западнее Сержи.

## Демография
Динамика населения (Cassini и INSEE):